# Podi dei XXII Giochi olimpici invernali
Le giornate dei XXII Giochi olimpici invernali, che si sono svolti a Soči dal 7 al 23 febbraio 2014, sono state scandite dall'assegnazione delle medaglie nei vari eventi delle 15 discipline del programma.
Di seguito sono riportati i podi giorno per giorno come da calendario. In alcune discipline con due e più atleti (Pattinaggio di figura, Hockey su ghiaccio, Curling) si parla di squadra e la medaglia viene assegnata alla nazione. Nello slittino doppio e nel bob, specialità non definite come di squadra, nella tabella vengono indicate come assegnate alla nazione rappresentata dall'equipaggio in questione.

## Riepilogo

### 1ª giornata (8 febbraio)
| Disciplina              | Evento                    | Oro                     | Argento               | Bronzo          |
| Biathlon                | 10 km sprint maschile     | Ole Einar Bjørndalen    | Dominik Landertinger  | Jaroslav Soukup |
| Freestyle               | Gobbe femminile           | Justine Dufour-Lapointe | Chloé Dufour-Lapointe | Hannah Kearney  |
| Pattinaggio di velocità | 5000 m maschile           | Sven Kramer             | Jan Blokhuijsen       | Jorrit Bergsma  |
| Sci di fondo            | Skiathlon 15 km femminile | Marit Bjørgen           | Charlotte Kalla       | Heidi Weng      |
| Snowboard               | Slopestyle maschile       | Sage Kotsenburg         | Ståle Sandbech        | Mark McMorris   |

### 2ª giornata (9 febbraio)
| Disciplina              | Evento                      | Oro                 | Argento             | Bronzo                 |
| Biathlon                | 7,5 km sprint femminile     | Anastasija Kuz'mina | Ol'ga Viluchina     | Vita Semerenko         |
| Pattinaggio di figura   | Gara a squadre              | Russia              | Canada              | Stati Uniti            |
| Pattinaggio di velocità | 3000 m femminile            | Ireen Wüst          | Martina Sáblíková   | Ol'ga Graf             |
| Salto con gli sci       | Trampolino normale maschile | Kamil Stoch         | Peter Prevc         | Anders Bardal          |
| Sci alpino              | Discesa libera maschile     | Matthias Mayer      | Christof Innerhofer | Kjetil Jansrud         |
| Sci di fondo            | Skiathlon 30 km maschile    | Dario Cologna       | Marcus Hellner      | Martin Johnsrud Sundby |
| Slittino                | Singolo maschile            | Felix Loch          | Al'bert Demčenko    | Armin Zöggeler         |
| Snowboard               | Slopestyle femminile        | Jamie Anderson      | Enni Rukajärvi      | Jenny Jones            |

### 3ª giornata (10 febbraio)
| Disciplina              | Evento                        | Oro                | Argento          | Bronzo                 |
| Biathlon                | 12,5 km inseguimento maschile | Martin Fourcade    | Ondřej Moravec   | Jean-Guillaume Béatrix |
| Freestyle               | Gobbe maschile                | Alexandre Bilodeau | Mikaël Kingsbury | Aleksandr Smyšljaev    |
| Pattinaggio di velocità | 500 m maschile                | Michel Mulder      | Jan Smeekens     | Ronald Mulder          |
| Sci alpino              | Supercombinata femminile      | Maria Hoefl-Riesch | Nicole Hosp      | Julia Mancuso          |
| Short track             | 1500 m maschile               | Charles Hamelin    | Han Tianyu       | Viktor An              |

### 4ª giornata (11 febbraio)
| Disciplina              | Evento                       | Oro                    | Argento                  | Bronzo        |
| Biathlon                | 10 km inseguimento femminile | Dar"ja Domračava       | Tora Berger              | Teja Gregorin |
| Freestyle               | Slopestyle femminile         | Dara Howell            | Devin Logan              | Kim Lamarre   |
| Pattinaggio di velocità | 500 m femminile              | Lee Sang-hwa           | Ol'ga Fatkulina          | Margot Boer   |
| Salto con gli sci       | Trampolino normale femminile | Carina Vogt            | Daniela Iraschko         | Coline Mattel |
| Sci di fondo            | Sprint maschile              | Ola Vigen Hattestad    | Teodor Peterson          | Emil Jönsson  |
| Sci di fondo            | Sprint femminile             | Maiken Caspersen Falla | Ingvild Flugstad Østberg | Vesna Fabjan  |
| Slittino                | Singolo femminile            | Natalie Geisenberger   | Tatjana Hüfner           | Erin Hamlin   |
| Snowboard               | Halfpipe maschile            | Jurij Podladčikov      | Ayumu Hirano             | Taku Hiraoka  |

### 5ª giornata (12 febbraio)
| Disciplina              | Evento                   | Oro                       | Argento        | Bronzo        |
| Combinata nordica       | Trampolino normale       | Eric Frenzel              | Akito Watabe   | Magnus Krog   |
| Pattinaggio di figura   | Coppie                   | Russia                    | Russia         | Germania      |
| Pattinaggio di velocità | 1000 m maschile          | Stefan Groothuis          | Denny Morrison | Michel Mulder |
| Sci alpino              | Discesa libera femminile | Tina Maze Dominique Gisin | Non assegnato  | Lara Gut      |
| Slittino                | Doppio                   | Germania                  | Austria        | Lettonia      |
| Snowboard               | Halfpipe femminile       | Kaitlyn Farrington        | Torah Bright   | Kelly Clark   |

### 6ª giornata (13 febbraio)
| Disciplina              | Evento                           | Oro               | Argento         | Bronzo            |
| Biathlon                | 20 km individuale maschile       | Martin Fourcade   | Erik Lesser     | Evgenij Garaničev |
| Freestyle               | Slopestyle maschile              | Joss Christensen  | Gus Kenworthy   | Nick Goepper      |
| Pattinaggio di velocità | 1000 m femminile                 | Zhang Hong        | Ireen Wüst      | Margot Boer       |
| Sci di fondo            | 10 km tecnica classica femminile | Justyna Kowalczyk | Charlotte Kalla | Therese Johaug    |
| Short track             | 500 m femminile                  | Li Jianrou        | Arianna Fontana | Park Seung-hi     |
| Slittino                | Gara a squadre                   | Germania          | Russia          | Lettonia          |

### 7ª giornata (14 febbraio)
| Disciplina            | Evento                          | Oro               | Argento           | Bronzo              |
| Biathlon              | 15 km individuale femminile     | Dar"ja Domračava  | Selina Gasparin   | Nadzeja Skardzina   |
| Freestyle             | Salti femminile                 | Ala Cuper         | Xu Mengtao        | Lydia Lassila       |
| Pattinaggio di figura | Singolo maschile                | Yuzuru Hanyū      | Patrick Chan      | Denïs Ten           |
| Sci alpino            | Supercombinata maschile         | Sandro Viletta    | Ivica Kostelić    | Christof Innerhofer |
| Sci di fondo          | 15 km tecnica classica maschile | Dario Cologna     | Johan Olsson      | Daniel Richardsson  |
| Skeleton              | Singolo femminile               | Elizabeth Yarnold | Noelle Pikus-Pace | Elena Nikitina      |

### 8ª giornata (15 febbraio)
| Disciplina              | Evento                     | Oro                  | Argento            | Bronzo          |
| Pattinaggio di velocità | 1500 m maschile            | Zbigniew Bródka      | Koen Verweij       | Denny Morrison  |
| Salto con gli sci       | Trampolino lungo maschile  | Kamil Stoch          | Noriaki Kasai      | Peter Prevc     |
| Sci alpino              | Supergigante femminile     | Anna Fenninger       | Maria Riesch       | Nicole Hosp     |
| Sci di fondo            | Staffetta 4x5 km femminile | Svezia               | Finlandia          | Germania        |
| Short track             | 1000 m maschile            | Viktor An            | Vladimir Grigor'ev | Sjinkie Knegt   |
| Short track             | 1500 m femminile           | Zhou Yang            | Shim Suk-hee       | Arianna Fontana |
| Skeleton                | Singolo maschile           | Aleksandr Tret'jakov | Martins Dukurs     | Matthew Antoine |

### 9ª giornata (16 febbraio)
| Disciplina              | Evento                     | Oro             | Argento           | Bronzo                |
| Pattinaggio di velocità | 1500 m femminile           | Jorien ter Mors | Ireen Wüst        | Lotte van Beek        |
| Sci alpino              | Supergigante maschile      | Kjetil Jansrud  | Andrew Weibrecht  | Jan Hudec Bode Miller |
| Sci di fondo            | Staffetta 4x10 km maschile | Svezia          | Russia            | Francia               |
| Snowboard               | Snowboard cross femminile  | Eva Samková     | Dominique Maltais | Chloé Trespeuch       |

### 10ª giornata (17 febbraio)
| Disciplina            | Evento                              | Oro              | Argento            | Bronzo        |
| Biathlon              | 12,5 km partenza in linea femminile | Dar"ja Domračava | Gabriela Soukalová | Tiril Eckhoff |
| Bob                   | Bob a due maschile                  | Svizzera         | Stati Uniti        | Lettonia      |
| Freestyle             | Salti maschile                      | Anton Kušnir     | David Morris       | Jia Zongyang  |
| Pattinaggio di figura | Danza su ghiaccio                   | Stati Uniti      | Canada             | Russia        |
| Salto con gli sci     | Gara a squadre maschile             | Germania         | Austria            | Giappone      |

### 11ª giornata (18 febbraio)
| Disciplina              | Evento                           | Oro                 | Argento         | Bronzo              |
| Biathlon                | 15 km partenza in linea maschile | Emil Hegle Svendsen | Martin Fourcade | Ondřej Moravec      |
| Combinata nordica       | Trampolino lungo maschile        | Jørgen Graabak      | Magnus Moan     | Fabian Rießle       |
| Freestyle               | Halfpipe maschile                | David Wise          | Mike Riddle     | Kevin Rolland       |
| Pattinaggio di velocità | 10000 m maschile                 | Jorrit Bergsma      | Sven Kramer     | Bob de Jong         |
| Sci alpino              | Slalom gigante femminile         | Tina Maze           | Anna Fenninger  | Viktoria Rebensburg |
| Short track             | Staffetta 3000 m femminile       | Corea del Sud       | Canada          | Italia              |
| Snowboard               | Snowboard cross maschile         | Pierre Vaultier     | Nikolaj Oljunin | Alex Deibold        |

### 12ª giornata (19 febbraio)
| Disciplina              | Evento                             | Oro               | Argento          | Bronzo            |
| Biathlon                | Staffetta mista 2x6 km + 2x7,5 km  | Norvegia          | Rep. Ceca        | Italia            |
| Bob                     | Bob a due femminile                | Canada            | Stati Uniti      | Stati Uniti       |
| Pattinaggio di velocità | 5000 m femminile                   | Martina Sáblíková | Ireen Wüst       | Carien Kleibeuker |
| Sci alpino              | Slalom gigante maschile            | Ted Ligety        | Steve Missillier | Alexis Pinturault |
| Sci di fondo            | Sprint a squadre maschile          | Finlandia         | Russia           | Svezia            |
| Sci di fondo            | Sprint a squadre femminile         | Norvegia          | Finlandia        | Svezia            |
| Snowboard               | Slalom gigante parallelo maschile  | Vic Wild          | Nevin Galmarini  | Žan Košir         |
| Snowboard               | Slalom gigante parallelo femminile | Patrizia Kummer   | Tomoka Takeuchi  | Alëna Zavarzina   |

### 13ª giornata (20 febbraio)
| Disciplina            | Evento                  | Oro                   | Argento          | Bronzo           |
| Combinata nordica     | Gara a squadre maschile | Norvegia              | Germania         | Austria          |
| Curling               | Femminile               | Canada                | Svezia           | Gran Bretagna    |
| Freestyle             | Ski cross maschile      | Jean-Frédéric Chapuis | Arnaud Bovolenta | Jonathan Midol   |
| Freestyle             | Halfpipe femminile      | Maddie Bowman         | Marie Martinod   | Ayana Onozuka    |
| Hockey su ghiaccio    | Femminile               | Canada                | Stati Uniti      | Svizzera         |
| Pattinaggio di figura | Singolo femminile       | Adelina Sotnikova     | Kim Yuna         | Carolina Kostner |

### 14ª giornata (21 febbraio)
| Disciplina  | Evento                     | Oro               | Argento        | Bronzo           |
| Biathlon    | Staffetta 4x6 km femminile | Ucraina           | Russia         | Norvegia         |
| Curling     | Maschile                   | Canada            | Gran Bretagna  | Svezia           |
| Freestyle   | Ski cross femminile        | Marielle Thompson | Kelsey Serwa   | Anna Holmlund    |
| Sci alpino  | Slalom speciale femminile  | Mikaela Shiffrin  | Marlies Schild | Kathrin Zettel   |
| Short track | 500 m maschile             | Viktor An         | Wu Dajing      | Charle Cournoyer |
| Short track | 5000 m staffetta maschile  | Russia            | Stati Uniti    | Cina             |
| Short track | 1000 m femminile           | Park Seung-hi     | Fan Kexin      | Shim Suk-hee     |

### 15ª giornata (22 febbraio)
| Disciplina              | Evento                           | Oro             | Argento         | Bronzo                 |
| Biathlon                | Staffetta 4x7,5 km maschile      | Russia          | Germania        | Austria                |
| Pattinaggio di velocità | Inseguimento a squadre maschile  | Paesi Bassi     | Corea del Sud   | Polonia                |
| Pattinaggio di velocità | Inseguimento a squadre femminile | Paesi Bassi     | Polonia         | Russia                 |
| Sci alpino              | Slalom speciale maschile         | Mario Matt      | Marcel Hirscher | Henrik Kristoffersen   |
| Sci di fondo            | 30 km tecnica libera femminile   | Marit Bjørgen   | Therese Johaug  | Kristin Størmer Steira |
| Snowboard               | Slalom parallelo maschile        | Vic Wild        | Žan Košir       | Benjamin Karl          |
| Snowboard               | Slalom parallelo femminile       | Julia Dujmovits | Anke Karstens   | Amelie Kober           |

### 16ª giornata (23 febbraio)
| Disciplina         | Evento                        | Oro              | Argento           | Bronzo          |
| Bob                | Bob a quattro maschile        | Lettonia         | Stati Uniti       | Gran Bretagna   |
| Hockey su ghiaccio | Maschile                      | Canada           | Svezia            | Finlandia       |
| Sci di fondo       | 50 km tecnica libera maschile | Aleksandr Legkov | Maksim Vylegžanin | Il'ja Černousov |